# 난양지하
《난양지하》(暖阳之下)는 2021년 방송되었던 중국의 드라마이다.

## 등장 인물
- 가오루 - 송사응 역
- 장의 (Steven Jiang) - 이준용 역
- 천쯔한 - 진송영 역
- 곽효동 (郭晓东) - 소쟁 역
- 영기원 (Andrew) - 송유일 역
- 류은우 (刘恩佑) - 조운신 역
- 방청탁 (方青卓) - 오숙원 역
- 하이보 (温海波) - 이국동 역
- 류천하 (刘晨霞) - 허펑잉 역
- 요건명 (姚建明) - 송덕전 역
- 류정우 (刘庭羽) - 투위에 역